# Bataillon de chasseurs de Camberley
Le Bataillon de chasseurs de Camberley est une éphémère unité d'infanterie des Forces françaises libres constituée d'officiers, sous-officiers et militaires du rang en provenance de différents bataillons de chasseurs alpins et s'étant ralliés à la France libre après l'appel du 18 juin. 

## Historique

### Batailles de Norvège et de France
D'avril à juin 1940, lors de la bataille de Norvège, l'armée française envoie un corps expéditionnaire constitué essentiellement de la 13e demi-brigade de légion étrangère et de deux divisions de chasseurs alpins. À la suite de l'échec des alliés en Scandinavie et à l'invasion de la France par la wehrmacht, les troupes du corps expéditionnaire sont appelées à rentrer au pays pour prendre part à la bataille de France.
Embarquées au début du mois de juin, les troupes françaises arrivent en Bretagne au moment où la défaite française est déjà inéluctable et sont contraintes de reprendre la mer pour rejoindre l'Angleterre. Le 19 juin, les unités sont regroupées à Trentham Park, à Stoke-on-Trent au sud de Manchester,. Arrivent alors aux oreilles des soldats français les nouvelles de l'appel du 18 juin et de l'armistice du 22 juin 1940. Le général Béthouart, chef du corps expéditionnaire de Scandinavie, ayant laissé laissé aux hommes la liberté de choisir leur camp, une centaine de volontaires des 6e, 12e et 14e bataillons de chasseurs alpins choisissent de se rallier au général de Gaulle. Parallèlement se trouvent à Trentham Park plus de 300 civils français ayant fui la métropole pour échapper aux Allemands et désireux de s'engager pour la France libre.

### Constitution
Les chasseurs et un certain nombre des réfugiés français sont envoyés au Delville Camp à Aldershot où le 10 juillet 1940, ils constituent le bataillon de chasseurs,. Composé de trois compagnies, son commandement est confié au capitaine Hucher, ancien du 6e BCA,. Le 14 juillet, le bataillon défile à Londres devant le général de Gaulle qui le revoit quelques jours plus tard au Delville Camp pour le passer en revue en compagnie du roi George VI. Les hommes du bataillon commencent alors leur entraînement malgré le manque de matériel. Récupérant progressivement des armes et des véhicules, les anciens cadres d'active forment pendant plusieurs mois les hommes ayant fui la France, des Bretons pour la plupart.

### Camberley
À la fin du mois d'octobre, le bataillon est transféré à Camberley, au sud de Londres,. Les hommes sont installés dans des villas réquisitionnées en attendant la construction d'un camp militaire. Celui-ci étant établi dans le quartier Old Dean de Camberley, le bataillon s'y installe le 1er novembre, bien que de nombreux travaux restent à faire. Continuant leur entraînement et de mieux en mieux armés et équipés, les hommes attendent avec impatience d'aller combattre sur les théâtres d'Afrique du Nord, motivés par le départ au front de leurs camarades de la légion.
Cependant, le 8 décembre 1940, le bataillon est dissous, ses cadres et ses hommes étant destinés à partir renforcer d'autres unités des forces françaises libres,. En attendant le départ vers d'autres formations, les chasseurs du bataillon restent cependant unis autour de leurs cadres et des traditions que ces derniers leur ont transmis. Le 25 décembre, le bataillon passe la veillée de Noël en compagnie du général de Gaulle puis se retrouve une dernière fois entièrement réuni le 31 décembre pour un réveillon de la Saint-Sylvestre organisé par Lady Spears. Par la suite, bien qu'officiellement dissous, le bataillon subsiste durant les premiers mois de l'année 1941, le temps que tous ses effectifs soient transférés dans d'autres unités.

## Traditions

### Drapeau
Unité composite et éphémère, le bataillon de chasseur de Camberley n'a pas fait officiellement partie du corps des chasseurs et n'a donc pas partagé leur drapeau unique. L'unité a reçu son propre drapeau, remis en mai 1941 à Leicester alors que le bataillon n'existait plus officiellement.

### Tenue, vocabulaire, et chants
Encadré et formé sur le schéma d'un bataillon de chasseurs par des anciens chasseurs alpins, le bataillon de chasseurs de Camberley a adopté les traditions des chasseurs à pied. 

## Personnalités ayant servi au sein du bataillon
Faisant partie des toutes premières unités constituées de la France libre, le bataillon de chasseur a vu passer dans ses rangs un grand nombre de futurs Compagnons de la Libération dont certains laisseront leur vie dans le conflit :
Compagnons Morts pour la France :
- Paul Batiment (1920-1944)
- François Bolifraud (1917-1942)
- Louis Dupuis (1921-1944)
- Joseph de Ferrières de Sauvebœuf (1918-1944)
- François Fouquat (1922-1944)
- André Genet (1914-1945)
- Jean Jestin (1920-1944)
- Pierre Lafon (1904-1942)
- François Martin (1916-1944)
- Paul Tripier (1921-1944)
- Jean Vourc'h (1920-1944)

Autres Compagnons :
- Michel Abalan (1920-2000)
- Blaise Alexandre (1920-2005)
- Henri Beaugé-Berubé (1920-2015)
- Jacques Bourdis (1920-2007)
- Michel Carage (1921-2008)
- Daniel Cordier (1920-2020)
- René Crocq (1920-1989)
- Yves de Daruvar (1921-2018)
- Pierre Dureau (1915-2006)
- Geoffroy Frotier de Bagneux (1909-1973)
- Jean-Louis Garot (1916-1990)
- André Lalande (1913-1995)
- Louis Mairet (1916-1998)
- Jean-Pierre Mallet (1920-2013)
- Jacques Mouchel-Blaisot (1920-1990)
- Roger Podeur (1920-2005)
- André Quelen (1921-2010)
- Horace Savelli (1906-1998)
- Paul Schmidt (1917-1983)
- Henri Serizier (1916-1952)
- Jean Silvy (1910-1971)
- Michel Stahl (1914-1989)
- René Troël (1923-1977)
- Bohumil Vazac (1913-2003)
- Otto Wagner (1902-1974)

Autres personnalités :
- François Briant (1920-1948)